# Peñacerrada (Muchamiel)
Peñacerrada es el nombre de un caserío situado en el término municipal de Muchamiel, en la provincia de Alicante (España).
El lugar es de interés por haber sido un municipio independiente desde 1789 hasta el 1 de enero de 1846, fecha en la que se volvió a reincorporar al municipio de Muchamiel.
En 1789 se otorgó la concesión de la jurisdicción alfonsina al marqués de Peñacerrada por el caserío fundado en la hacienda La Grande que este poseía en Muchamiel. Se trataba de una población situada en las inmediaciones de la villa, a "trescientos pasos de distancia se halla el pequeño pueblecito llamado Peñacerrada, compuesto de 32 casas" (1827). El lugar gozó de una corta independencia municipal ante la disminución de su vecindario -con 23 casas a mediados del siglo XIX- y la cercanía a Muchamiel, que contribuyeron a hacer insostenible su ayuntamiento. En el censo de 1842 contaba tan sólo con 113 habitantes y 26 hogares, y cuatro años más tarde se disolvía el municipio, incorporándose a Muchamiel.
Este proceso de independencia municipal es una muestra notable de la influencia proyectada por el patriciado de extracción urbana sobre el poblamiento de la Huerta de Alicante.